# Египетские дроби
Египетская дробь — в математике сумма нескольких попарно различных дробей вида {\displaystyle {\frac {1}{n}}} (так называемых аликвотных дробей). Другими словами, каждая дробь суммы имеет числитель, равный единице, и знаменатель, представляющий собой натуральное число.
Пример: {\displaystyle {\frac {1}{2}}+{\frac {1}{3}}+{\frac {1}{16}}}.
Египетская дробь представляет собой положительное рациональное число вида a/b; к примеру, египетская дробь, записанная выше, может быть записана в виде дроби 43/48. Можно показать, что каждое положительное рациональное число может быть представлено в виде египетской дроби (вообще говоря, бесконечным числом способов). Сумма такого типа использовалась математиками для записи произвольных дробей, начиная со времён Древнего Египта до Средневековья. В современной математике вместо египетских дробей используются простые и десятичные дроби, однако египетские дроби продолжают изучаться в теории чисел и истории математики.

## История

### Древний Египет
Египетские дроби были изобретены и впервые использованы в Древнем Египте. Одним из первых известных упоминаний о египетских дробях является Математический папирус Ринда. Три более древних текста, в которых упоминаются египетские дроби — это Египетский математический кожаный свиток, Московский математический папирус и Деревянная табличка Ахмима. Папирус Ринда был написан писцом Ахмесом в эпоху Второго переходного периода; он включает таблицу египетских дробей для рациональных чисел вида 2/n, а также 84 математических задачи, их решения и ответы, записанные в виде египетских дробей.

Египтяне ставили иероглиф 
| D21 |

 (ер, «[один] из» или ре, рот) над числом для обозначения единичной дроби в обычной записи, а в иератических текстах использовали линию. К примеру:
| D21 · Z1 · Z1 · Z1 |

| D21 · Z1 · Z1 · Z1 |

| D21 · V20 |

| D21 · V20 |

У них также были специальные символы для дробей 1/2, 2/3 и 3/4 (последние два знака — единственные используемые египтянами дроби, не являющиеся аликвотными), которыми можно было записывать также другие дроби (большие чем 1/2).
| Aa13 |

| Aa13 |

| D22 |

| D22 |

| D23 |

| D23 |

Египтяне использовали также и другие формы записи, основанные на иероглифе Глаз Хора для представления специального набора дробей вида 1/2k (для k = 1, 2, …, 6), то есть, двухэлементных рациональных чисел. Такие дроби использовались вместе с другими формами записи египетских дробей для того, чтобы поделить хекат (~4,785 литра), основную меру объёма в Древнем Египте. Эта комбинированная запись также использовалась для измерения объёма зерна, хлеба и пива. Если после записи количества в виде дроби Глаза Хора оставался какой-то остаток, его записывали в обычном виде кратно ро, единице измерения, равной 1/320 хеката.
| D21 · V1 · V1 · V1 | V20 · V20 · V20 · Z1 |

| D21 · V1 · V1 · V1 | V20 · V20 · V20 · Z1 |

При этом «рот» помещался перед всеми иероглифами.

### Античность и Средневековье
Египетские дроби продолжали использоваться в древней Греции и впоследствии математиками всего мира до средних веков, несмотря на имеющиеся к ним замечания древних математиков (к примеру, Клавдий Птолемей говорил о неудобстве использования египетских дробей по сравнению с Вавилонской системой). Важную работу по исследованию египетских дробей провёл математик XIII века Фибоначчи в своём труде «Liber Abaci».
Основная тема «Liber Abaci» — вычисления, использующие десятичные и обычные дроби, вытеснившие со временем египетские дроби. Фибоначчи использовал сложную запись дробей, включавшую запись чисел со смешанным основанием и запись в виде сумм дробей, часто использовались и египетские дроби. Также в книге были приведены алгоритмы перевода из обычных дробей в египетские.

### Алгоритм Фибоначчи
Первый дошедший до нас общий метод разложения произвольной дроби на египетские составляющие описал Фибоначчи в XIII веке. В современной записи его алгоритм можно изложить следующим образом.
1. Дробь {\displaystyle {\frac {m}{n}}} разлагается на два слагаемых:
{\displaystyle {\frac {m}{n}}={\frac {1}{\lceil n/m\rceil }}+{\frac {(-n){\bmod {m}}}{n\lceil n/m\rceil }}.}
Здесь {\displaystyle \lceil n/m\rceil } — частное от деления n на m, округлённое до целого в бо́льшую сторону, а {\displaystyle (-n){\bmod {m}}} — (положительный) остаток от деления −n на m.
2. Первое слагаемое в правой части уже имеет вид египетской дроби. Из формулы видно, что числитель второго слагаемого строго меньше, чем у исходной дроби. Аналогично, по той же формуле, разложим второе слагаемое и продолжим этот процесс, пока не получим слагаемое с числителем 1.
Метод Фибоначчи всегда сходится после конечного числа шагов и даёт искомое разложение. Пример:
{\displaystyle {\frac {7}{15}}={\frac {1}{3}}+{\frac {2}{15}}={\frac {1}{3}}+{\frac {1}{8}}+{\frac {1}{120}}.}
Однако полученное таким методом разложение может оказаться не самым коротким. Пример его неудачного применения:
{\displaystyle {\frac {5}{121}}={\frac {1}{25}}+{\frac {1}{757}}+{\frac {1}{763\,309}}+{\frac {1}{873\,960\,180\,913}}+{\frac {1}{1\,527\,612\,795\,642\,093\,418\,846\,225}},}
в то время как более совершенные алгоритмы приводят к разложению
{\displaystyle {\frac {5}{121}}={\frac {1}{33}}+{\frac {1}{121}}+{\frac {1}{363}}.}

## Современнаятеория чисел
Современные математики продолжают исследовать ряд задач, связанных с египетскими дробями.
- В конце XX века были даны оценки максимального знаменателя и длины разложения произвольной дроби в египетские. Дробь x/y имеет разложение в египетские дроби с максимальным знаменателем не более

{\displaystyle O\left({\frac {y\log ^{2}y}{\log \log y}}\right)}
(Tenenbaum & Yokota 1990) и с числом слагаемых не более
{\displaystyle O\left({\sqrt {\log y}}\right)}
(Vose 1985).
- Гипотеза Эрдёша — Грэма утверждает, что для всякой раскраски целых чисел больших 1 в r > 0 цветов существует конечное одноцветное подмножество S целых, для которого
{\displaystyle \sum _{n\in S}{\frac {1}{n}}=1.}

Эта гипотеза доказана Эрнестом Крутом в 2003 году.

## Открытые проблемы
Египетские дроби ставят ряд трудных и по сей день нерешённых математических проблем.
Гипотеза Эрдёша — Штрауса утверждает, что для всякого целого числа n ≥ 2, существуют положительные целые x, y и z, при которых
{\displaystyle {\frac {4}{n}}={\frac {1}{x}}+{\frac {1}{y}}+{\frac {1}{z}}.}
Компьютерные эксперименты показывают, что гипотеза верна для всех n ≤ 1014, но доказательство пока не найдено. Обобщение этой гипотезы утверждает, что для всякого положительного k существует N, при котором для всех n ≥ N существует разложение
{\displaystyle {\frac {k}{n}}={\frac {1}{x}}+{\frac {1}{y}}+{\frac {1}{z}}.}
Эта гипотеза принадлежит Анджею Шинцелю.